# Жак Сімон Герц
Жак Сімон Герц (фр. Jacques Simon Herz; 31 грудня 1794, Франкфурт-на-Майні — 27 січня 1880, Ніцца) — французький композитор і піаніст австрійського походження. Брат Анрі Герца.

## Біографія
Жак Сімон Герц народився 31 грудня 1794 року у Франкфурті-на-Майні в єврейській родині. З 1807 року навчався в Паризькій консерваторії у Луї Бартелемі Прадера.
Викладав в Парижі приватно (серед його учнів, зокрема, Марі Плеєль). Концертував по Європі, багато років викладав в Англії.
Після повернення в Париж в 1857 році, Герц став асистентом в класі свого брата в Паризькій консерваторії, одночасно обидва брати заснували власну приватну піаністичну школу.
Написав Великий блискучий вальс, дві сонати для скрипки і фортеп'яно та інші твори.
Жак Сімон Герц помер 27 січня 1880 року в місті Ніцца.